# (4554) Fanynka
(4554) Fanynka es un asteroide perteneciente al cinturón de asteroides, descubierto el 28 de octubre de 1986 por Antonín Mrkos desde el Observatorio Kleť, České Budějovice, República Checa.

## Designación y nombre
Designado provisionalmente como 1986 UT. Fue nombrado Fanynka en homenaje a “Frantiska ("Fanynka") Burian”, asociado con el descubridor durante los tiempos difíciles al principio de la Segunda Guerra Mundial.

## Características orbitales
Fanynka está situado a una distancia media del Sol de 3,184 ua, pudiendo alejarse hasta 3,566 ua y acercarse hasta 2,802 ua. Su excentricidad es 0,120 y la inclinación orbital 9,216 grados. Emplea 2075 días en completar una órbita alrededor del Sol.

## Características físicas
La magnitud absoluta de Fanynka es 11,8. Tiene 26,315 km de diámetro y su albedo se estima en 0,07.